# المرأة التي غلبت الشيطان (فلم)
المرأة التي غلبت الشيطان هو فيلم درامي، خيالي، مصري، صدر في سنة 1973، من بطولة شمس البارودي، نور الشريف، عادل أدهم، نعمت مختار.

## ملخص القصة:
شفيقة خادمة دميمة يعاملها الناس بقسوة شديدة والكل يتندر عليها، تقع في غرام الصحفي محمود الذي لا يشعر بها ويحب إحدى الممثلات، تتفق مع أدهم حفيد إبليس أنها تستطيع ان تعطيه روحها كى يتصرف فيها كيفهما شاء مقابل أن تتحول إلى ميليونيرة جميلة ولتكن لفترة عشر سنوات تصبح بعدها ملكًا للشيطان، تتحول شفيقة إلى مليونيرة جميلة، بل رائعة الجمال، وتبدأ في الانتقام من الماضي في صور الذين عاملوها بقسوة عندما كانت خادمة دميمة، لكنها تتجاوز الجميع فيما عدا الصحفى محمود الذي تحبه حبًا كبيرًا. تبدأ في مطاردته، لكنها تنهار تمامًا عندما ينتحر هذا الصحفى، فتقرر التوبة والحج، يحاول الشيطان ان يذكرها بالعهد الذي قطعته على نفسها، لكنها تستطيع أن تحرقه بقوة إيمانها عقب عودتها من الحج.
1- الممثلون: شمس البارودي - نعمت مختار - عادل أدهم (الشيطان (أدهم عتريس)) - نور الشريف (محمود) - سهير الباروني - حياة قنديل - سمير ولي الدين - جمال إسماعيل - عبد الوارث عسر (جناينى) - نبيل الهجرسي - فاروق نجيب - محمد شوقي - خديجة محمود - صلاح يحيى - عادل الشناوي - سيد زكي - فخري عازر  - إسكندر منسي
2- تأليف: توفيق الحكيم (مؤلف) - يحيى العلمي (سيناريو وحوار)
3- إخراج: يحيى العلمي (مخرج) - كمال رزق (مخرج مساعد)
4- تصوير: كمال كريم (مدير التصوير)
5- مونتاج: عبد العزيز فخري (مونتير) - وداد راغب (نيجاتيف)
6- صوت: كمال عبد الله  (مهندس الصوت)
7- إنتاج: أفلام نعمت مختار (منتج)
8- توزيع: أفلام السلام (حسن أمين إمام وشركاه)
9- ماكياج: محمود سماحة  (ماكيير)
10- موسيقى: فؤاد الظاهري  (الألحان والموسيقى التصويرية)
11- فوتوغرافيا: محمد بكر (مصور فوتوغرافيا)
12- ديكور: ستوديو الأهرام (ستوديوهات الأهرام)  (استوديو التصوير)
13- معمل: ستوديو مصر  (الطبع والتحميض)
14- كاستينج: علي أيوب  (ريجيسير)

## روابط خارجية
- مقالات تستعمل روابط فنية بلا صلة مع ويكي بيانات